# Ardisia luzonensis
Ardisia luzonensis là một loài thực vật có hoa trong họ Anh thảo. Loài này được C.Presl mô tả khoa học đầu tiên năm 1831.